# Доктор Ху (11. серијал)
Једанаести серијал британског научнофантастичног програма Доктор Ху је премијерно емитован од 7. октобра до 9. децембра 2018. године. Серијал је био први који је водио Крис Чибнал као главни сценариста и извршни продуцент заједно са извршним продуцентима Метом Стревенсом и Семом Хојлом, пошто су Стивен Мофат и Брајан Минчин напустили серију после десетог серијала. Овај серијал је једанаести који је емитован након оживљавања програма 2005. године и укупно је тридесет седма сезона. Такође означава почетак треће продукцијске ере оживљене серије након првог мандата Расела Т. Дејвиса од 2005. до 2010. и Мофатовог од 2010. до 2017. године. Једанаести серијал је емитован недељом, по чему је први у историји програма; редовне епизоде оживљене епохе претходно су емитоване суботом. Након серијала уследила је новогодишња специјална епизода „Резолуција” уместо уобичајеног годишњег божићног специјала.
Главну улогу у серијалу тумачи Џоди Витакер као Тринаести Доктор, нова инкарнација Доктора, ванземаљског Господара времена који путује кроз време и простор у свом ТАРДИС-у који споља изгледа као британска полицијска кутија. Серијал такође укључује Бредлија Волша, Тосина Кола и Мандип Гил као најновије Докторове сапутнике Грејама О’Брајена, Рајана Синклера и Јасмин Кан. Серијал прати Тринаестог Доктора док она у почетку тражи свој изгубљени ТАРДИС, нехотице доводећи Грејама, Рајана и Јасмин са собом на своја путовања. Њих троје касније размишљају о повратку свом нормалном животу, али одлучују да наставе да путују са Доктором. Уместо целокупног лука приче сличног онима у претходним серијалима, свака епизода серијала служила је углавном као самостална прича.
Са изузетком Чибнала, сваки сценариста и редитељ који је радио на једанаестом серијалу био је нови у програму. Десет епизода режирали су Џејми Чајлдс, Марк Тондреј, Сали Апрахамијан и Џенифер Перо, а сценарије су писали Малори Блекмен, Ед Хајм, Пит Мектај, Винај Пател, Џој Вилкинсон и Крис Чибнал који је сам написао пет епизода за серијал, а на једној је сарађивао са Блекменовом. Снимање серијала почело је у октобру 2017, а завршено је у августу 2018. године.

## Улоге
- Џоди Витакер као Тринаеста Докторка
- Бредли Волш као Грејам О’Брајен
- Тосин Кол као Рајан Синклер
- Мандип Гил као Јасмин Кан

## Епизоде
Први пут од седмог серијала, а самим тим и други пут у историји програма, свака епизода серије служила је углавном као самостална прича, без епизода из више делова.
| Серијал |    |                                    |                  |                              |                    |       |
| 145 | 1  | „Жена која је пала на Земљу”       | Џејми Чајлдс     | Крис Чибнал                  | 7. октобар 2018.   | 10,96 |
| Рајан Синклер, пакер у магацину са диспраксијом, позива полицију, добијајући помоћ од Јасмин Кан, своје старе пријатељице, након што се појави плава капсула. Рајанова бака Грејс О’Брајен, њен муж Грејам, као и Карл, радник на дизалици, налазе се заробљени у свом возу са плутајућом куглом пипака и струје. Рајан и Јасмин крећу ка возу и стижу баш у тренутку када Тринаеста Докторка пропадне кроз плафон. Кугла одлази након што свима угради бомбе које уништавају ДНК. Докторка и остали прате капсулу до складишта, где наилазе на хуманоидног ванземаљца. Докторка конструише нови сонични шрафцигер од резервних делова. Група пресреће куглу, масу калемова за прикупљање биолошких података. Други ванземаљац се изненада појављује, откривајући се као Цим-Ша, под надимком „Тим Шо”, ратник рода Стенза. Група проналази Карла. Цим-Ша хвата Карла, али Докторка се суочава са Цим-Ша. Цим-Ша детонира бомбе, али их је Докторка пребацила у калемове, који су сами имплантирани у Цим-Ша. Грејс уништава калемове и умире. Докторка касније говори групи да мора да пронађе ТАРДИС. Она одлази, али случајно телепортује сво четворо у дубоки свемир. |    |                                    |                  |                              |                    |       |
| 146 | 2  | „Споменик духовима”                | Марк Тондреј     | Крис Чибнал                  | 14. октобар 2018.  | 9,00  |
| Докторку и остале спасавају Ангстром и Епзо, пилоти који се такмиче у међугалактичкој трци. Стигавши до непријатељске планете Пустош, група и пилоти се састају са организатором трке Илином. Они сазнају да последњи стадијум трке укључује достизање споменика духовима ради извлачења пре него што планета заврши једну ротацију. Докторка сазнаје да је споменик заправо ТАРДИС, заглављен у средини фазе. Придруживши се пилотима, Докторка обећава да ће своје нове пријатеље вратити кући. Група и пилоти лоцирају и поправљају брод на соларни погон, користећи га да дођу до рушевина некадашње цивилизације, сада насељене снајперским роботима. Докторка користи остатке једног робота да онемогући све остале помоћу електромагнетног импулса, лоцирајући низ тунела које користе као пречицу. Заробљени групом Остатака, створења налик на тканину, Докторка их уништава Епзоовом самопалећом цигаром. Дошавши до локације споменика, пилоти односе заједничку победу. Илин невољно пристаје на ово, али одбија да телепортује Докторку и њене пријатеље са планете. Докторка тада чује како се ТАРДИС појављује, користећи свој сонични шрафцигер да га у потпуности материјализује, па нуди својим пријатељима путовање кући као што је обећала.                    |    |                                    |                  |                              |                    |       |
| 147 | 3  | „Роза”                             | Марк Тондреј     | Малори Блекмен и Крис Чибнал | 21. октобар 2018.  | 8,41  |
| Када Докторка покуша да се врати у Шефилд, ТАРДИС је уместо тога одводи у Монтгомери у Алабами 1955. године. Докторка проналази трагове енергије путовања кроз време у том подручју. Истражујући, група сазнаје да су стигли дан пре него што је Роза Паркс одбила да уступи своје место како је то захтевао возач аутобуса Џејмс Ф. Блејк, што је имало значајан утицај на покрет за грађанска права. Пратећи енергију, група лоцира кофер опреме из будућности, али је приморана да побегне од његовог власника, рехабилитованог убице по имену Краско, који покушава да промени историју тако што ће обезбедити да Роза никада не буде морала да уступи своје место. Уништавајући вортекс манипулатор који је користио, Докторка и њени пријатељи се фокусирају на то да га спрече тако што ће обезбедити да Роза одбије да уступи своје место Блејку. Док Рајан уклања лажна обавештења на аутобуским станицама, наилази на Краска који блокира аутобуску руту. Рајан користи Краскову направу да га пошаље у прошлост. Уклањајући блокаду, он и остали се поново придружују Докторку у аутобусу као путници. Када дође тренутак, Докторка схвата да су приморани да остану у аутобусу. Полиција хапси Розу због кршења закона о сегрегацији, а историја је остала нетакнута.  |    |                                    |                  |                              |                    |       |
| 148 | 4  | „Арахниди у Уједињеном Краљевству” | Сали Апрахамијан | Крис Чибнал                  | 28. октобар 2018.  | 8,22  |
| Вративши се у Шефилд, Докторка упознаје Јасминину породицу, док Грејам одлази кући да тугује због Грејс. Након што Јасмин оде по своју мајку Наџију, Докторка и Рајан се сусрећу са арахнологом Џејд Мекинтајер. Група открива да је велики паук убио Џејдиног колегу. Након што им се Грејам поново придружи, група сазнаје да Џејд истражује бизарно понашање у екосистемима паукова. Докторка закључује да су пауци повезани са луксузним хотелским комплексом, у којем је Наџија радила све док је власник Робертсон није отпустио. Стигавши у хотел, где им се придружује Робертсон, група сазнаје да су пауци напали комплекс. Пауци су дошли из напуштених тунела рудника испод комплекса, који је коришћен као депонија за индустријски отпад. Џејд, чији су експерименти укључивали генетски модификоване пауке, схвата да су џиновски пауци потомци примерка који је тамо бачен, а токсичност депоније их је мутирала. Група намами потомке у собу за панику, пре него што наиђе на оригиналан примерак у плесној дворани. Пре него што Докторка успе да се избори са њим, Робертсон га убија пиштољем. Рајан, Јасмин и Грејам одлучују да истраже више универзума са Докторком.                                                                                         |    |                                    |                  |                              |                    |       |
| 149 | 5  | „Загонетка Цуранга”                | Џенифер Перот    | Крис Чибнал                  | 4. новембар 2018.  | 7,76  |
| Док чисте на планети ванземаљског сметлишта, Докторка, Грејам, Јасмин и Рајан бивају ухваћени у детонацији соничне мине. Буде се на Цуранги, свемирском броду који путује до медицинске свемирске станице. Докторка се сусреће са пацијентима − познатом генералкињом Ив Сисеро, њеним братом Дуркасом, њеним роботским партнером Ронаном и Јосом, трудним мушкарцем. Докторка и главни медицински техничар Астос добијају приступ бродским системима и примећују ванземаљско биће које иде ка броду. Астос остаје заробљен у махуни и умире када је махуна одбачена и експлодира. Мабли, Астосова колегиница, говори Докторку да је ентитет Птинг, створење које једе сав неоргански материјал. Док Јасмин и Ронан бране бродски анти-материјски извор енергије, Рајан и Грејам помажу Јосу кроз порођај. Ив, која има критично стање срца, жртвује се да би пилотирала бродом кроз опасно поље астероида. Докторка проналази бомбу причвршћену за бродски извор напајања, уклања је и превари Птинга да је поједе, осигуравајући да енергија експлозије нахрани створење пре него што га избаци у свемир. Цуранга безбедно стиже на свемирску станицу, а група одаје почаст Ивиној смрти.                                                                                        |    |                                    |                  |                              |                    |       |
| 150 | 6  | „Демони Панџаба”                   | Џејми Чајлдс     | Винај Пател                  | 11. новембар 2018. | 7,48  |
| Након разговора са својом баком Умбрин, Јасмин је радознала о свом преминулом деди муслиману. Група стиже у Панџаб у августу 1947. и Јасмин је шокиран сазнањем да ће се Умбрин удати за хиндуисту, Према. Докторка сазнаје да је група стигла 14. августа, дан пре поделе Индије. Докторка види бљескове два ванземаљаца, па их проналази са лешом садуа Бактија. Придружује му се Прем, који је видео „демоне” током битке за Сингапур, а Докторка претпоставља да су они и убили Бактија и препознаје их као Тиџаријане, расу убица. Након што је Докторка телепортована назад на њихов брод док се остали припремају за венчање, она сазнаје да су Тиџаријанци последњи у својој врсти, појављујући се као сведоци онима који умиру сами, и показују Докторку да је Бактија убио Премов брат Маниш, хиндуистички националиста који се противи братовом венчању. Након венчања, Докторка оптужује Маниша за злочин, а он позива своје наоружане колеге. Докторка и њени пријатељи помажу Умбрин да побегне, док Прем остаје да уразуми Маниша. Један од националиста убија Према, док се путници враћају у садашњост. |    |                                    |                  |                              |                    |       |
| 151 | 7  | „Керблам!”                         | Џејми Чајлдс     | Пит Мектај                   | 18. новембар 2018. | 7,46  |
| Група путује у Керблам!, услугу онлајн куповине широм галаксије која се састоји од аутоматизованих складишта и роботске радне снаге. Као новозапослени, група покушава да открије ко им је послао позив за помоћ. Од својих нових колега – Дена у испоруци, Кире у отпреми и Чарлија у одржавању – сазнају да особље нестаје. Када Ден нестане, Докторка посумња да нешто није у реду са вештачком интелигенцијом компаније. Када је Кира отета, Докторка је прати, а она проналази остатке нестале радне снаге и армију ботова. Са раним моделом бота, она сазнаје да је вештачка интелигенција директно позвала њену помоћ. Јасмин, Рајан и Чарли сведоче Кириној смрти током играња са фолијом са мехурићима, а Докторка открива да је неко створио оружје од материјала. Чарли, за кога се открива да је кривац, користио је особље као субјекте за тестирање, намеравајући да употреби фолију са мехурићима на клијентима компаније, знајући да ће кривица бити стављена на аутоматизацију и недостатак људске марљивости, његов мотив да спречи аутоматизацију која чини људску радну снагу сувишном. Докторка поново програмира ботове да их испоруче себи, а цео спрат је уништен. Медокс и Слејд преузимају обавезу да обнове Керблам! са претежно људском радном снагом. |    |                                    |                  |                              |                    |       |
| 152 | 8  | „Трагачи за вештицама”             | Сали Апрахамијан | Џој Вилкинсон                | 25. новембар 2018. | 7,21  |
| Група стиже у Ланкашир 1612. године, слећући близу Пендл Хила. Они посматрају како Бека Севиџ утапа своју баку као вештицу. Да би спречила даља суђења, Докторка обавештава Беку да је она трагач за вештицама, само да би је дочекао краљ Џејмс I који је параноичан и опседнут вештицама. Јасмин се састаје са Бекином рођаком Вилом и штити је када их витица нападне. Докторка открива да је ванземаљски ентитет запосео жртве суђења. Бека открива да се заразила тим ентитетом док је секла дрво на Хилу. Жртве суђења стижу и запоседају је. Бека, сада потпуно поседнута, идентификује ентитет као Мораксе, а себе као краљицу. Докторка открива да је Бека оштетила високотехнолошки затвор на Хилу, у који су Моракси били затворени. Сазнавши да намеравају да њихов краљ запоседне Џејмса, Докторка користи дрво које је Бека узела да им узврати. Група спасава Џејмса и поново успоставља затвор, затварајући Мораксе. Џејмс изјављује да ће сви записи о догађају бити избрисани, а он и Вила гледају како група одлази у ТАРДИС. |    |                                    |                  |                              |                    |       |
| 153 | 9  | „Одводи те”                        | Џејми Чајлдс     | Ед Хајм                      | 2. децембар 2018.  | 6,42  |
| Група стиже у Норвешку. Упознавши слепу тинејџерку Хану, сазнају да су се она и њен отац Ерик преселили након смрти њене мајке Трине и да је њен отац нестао. Откривају огледало без одраза. Огледало је портал. Она, Грејам и Јасмин улазе, док Рајан остаје иза. Хана га нокаутира и прати их, приморавајући Рајана да је прати. Група се налази у Анти-зони, тампон-простору између универзума који спречава катастрофалну штету, од које брзо беже уласком на други портал. Налазе се у колиби унутар паралелног универзума и наилазе на Ерика како разговара са Трином, а Грејам наилази на Грејс. Докторка закључује да су наишли на Солитракт, свесни универзум који није компатибилан са њиховим стварним. Када Хана стигне и препознаје да Трина није стварна, Докторка убеђује Солитракт да их ослободи. Докторка нуди Солитракту своје искуство путовања универзумом, остављајући Докторку у белом простору заједно са жабом која говори, обликом Солитракта. Она објашњава да не може да остане и враћа се кроз Анти-зону пре него што се портал уруши. Ерик се враћа у Осло са Ханом, док се Рајан повезује са Грејамом. |    |                                    |                  |                              |                    |       |
| 154 | 10 | „Битка на Ранскуру Ав Колосу”      | Џејми Чајлдс     | Крис Чибнал                  | 9. децембар 2018.  | 6,65  |
| ТАРДИС слеће на Ранскур Ав Колос, планету са психичким пољем које мења нечију перцепцију стварности. Докторка даје својим сапутницима неутралне неуроравнотеже. Наилазе на пилота са амнезијом, Палтракија. Палтраки добија видео сигнал од жене, Андинио и Цим-Шаа, који упозоравају Палтракија да му донесе предмет, камен који плута у заштитној шкољки, у замену за његову посаду. Грејам и Рајан траже посаду, док Докторка, Јасмин и Палтраки траже Цим-Ша. Наилазе на Андинио, која их води до Цим-Ша и Делфа; Андинио и Делф су Укси, телекинетичка врста. Цим-Ша је заробљен на Ранскору и Укси га сматрају својим „творцем”. Дао им је да смање планете на мале објекте: предмет са Палтракијевог брода. Јасмин и Палтраки откривају четири сличне планете, док Цим-Ша почиње исто на Земљи. Докторка убеђује Уксе да зауставе процес и помогну јој да врати планете. Грејам и Рајан проналазе посаду у стазис коморама, Рајан води посаду на сигурно, а они смештају Цим-Ша у стазис комору. Докторка, Укси и Палтракијева посада раде заједно на враћању планета, а Докторка и њени сапутници одлазе. |    |                                    |                  |                              |                    |       |
| Специјал |    |                                    |                  |                              |                    |       |
| 155 | —  | „Резолуција”                       | Вејн Ип          | Крис Чибнал                  | 1. јануар 2019.    | 7,13  |
| На Нову годину 2019. у Шефилду, археолози Лин и Мич ненамерно оживљавају смртоносну интелигенцију која је одвојена и успавана на Земљи од 9. века. Докторка је упозорена на његово присуство и спушта ТАРДИС на Линову и Мичеву ископину. Докторка узима узорак слузи створења, док се створење налик лигњи причвршћује за Линина леђа. У Грејамовом и Рајановом дому, враћа се његов отац Арон. Рајан пристаје да разговара са њим, док Докторка открива да је створење са којим се суочава Далек. Контролишући Лин, Далек краде зрачни пиштољ који припада његовој раси из архивске базе и конструише импровизовану далечку чахуру од старог метала. Докторка и њени пријатељи проналазе Лин, ослобођену Далекове контроле, а Докторка се суочава са обновљеним створењем. Далек одлеће и покуша да призове борбену флоту, али Докторка га прати и побеђује је уз помоћ Аронове микроталасне пећнице. Изложено створење мутант запоседа Арона у покушава да примора Докторку да га однесе на Скаро, али га она уместо тога пушта у супернову. После тога, Арон и Рајан се помире. |    |                                    |                  |                              |                    |       |

## Глумачка постава
Серијал је представио Џоди Витакер као Тринаестог Доктора. Њен претходник Питер Капалди напустио је своју улогу Дванаестог Доктора након десетог серијала, играјући улогу у три серијала. Његово последње појављивање је било у божићном специјалу 2017. „Било двапут”. Стивен Мофат је у фебруару 2017. изјавио да је Крис Чибнал покушао да убеди Капалдија да тумачи главну улогу и у једанаестом серијалу, али је упркос томе, Капалди ипак одлучио да оде.

Улогу ћемо дати на уобичајен начин: написаћемо сценарио, а затим ћемо ићи и пронаћи најбољу особу за ту улогу у том сценарију. Не можете изаћи и бацити апстрактну идеју... Уметничке могућности су бескрајне, али ја имам врло јасан осећај шта ћемо да урадимо, а да чак и не знам ко ће играти улогу.

—Извршни продуцент Крис Чибнал о приступу кастингу најновије инкарнације главног лика.
Потрага за глумцем који ће тумачити Тринаестог Доктора, предвођена Чибналом, почела је касније 2017. након што је он завршио рад на трећем серијалу ИТВ-ове серије Бродчерч, за коју је био и главни сценариста и извршни продуцент. Чибнал је имао последњу реч о глумцу, иако је одлука такође укључивала Шарлот Мур и Пирса Венгера, директора садржаја и шефа драског одељења BBC-а. Дана 16. јула 2017. објављено је након мушког финала Вимблдона 2017. да ће Џоди Витакер тумачити тринаесту инкарнацију Доктора.
Након што је десети серијал завршен, потврђено је да ни Мет Лукас ни Перл Меки неће поновити своје улоге у једанаестом серијалу као сапутници Нардол и Бил Потс. Сходно томе, једанаести серијал је представио нови скуп пратилаца Бредлија Волша, Тосина Кола и Мандип Гил у улогама Грејама О’Брајена, Рајана Синклера и Јасмин Кан. Волш је био у најужем кругу за ту улогу откако су почеле гласине о његовом избору у августу 2017. године. Глумица Шерон Д. Кларк је такође имала епизодну улогу током серијала као Грејамова супруга Грејс.
Алан Каминг је 8. марта 2018. објавио да је добио улогу краља Џејмса I у једној епизоди серијала. Комичар Ли Мек је 25. марта изјавио да ће се накратко појавити у једној епизоди. Шон Дули се такође појавио у серијалу. У вињети „Ускоро” током завршне шпице премијерне епизоде „Жена која је пала на Земљу”, приказани су бројни гостујући глумци који се појављују у преосталим епизодама серијала: Марк Еди, Џули Хезмондал, Шејн Заза, Шобна Гулати, Брет Голдштајн, Џош Баумен, Шивон Финеран, Луис Чимимба, Сузан Линч, Хамза Џито, Арт Малик, Сузан Пакер, Винет Робинсон, Амита Суман, Бен Бејли Смит, Филис Логан и Крис Нот. Такође су се у серијалу појављивали и Кевин Елдон, Метју Грејвел, Семјуел Отли, Тревор Вајт, Лина Дингра и Џони Диксон.

## Продукција

### Развој
У априлу 2015. Стивен Мофат је потврдио да ће Доктор Ху трајати још најмање пет година, продужавајући серију до 2020. године. У јануару 2016. објављено је да ће десети серијал бити Мофатов последњи серијал на месту извршног продуцента и главног сценаристе након седам година на месту шоуранера; на овој позицији га је заменио Крис Чибнал 2018. године. Мет Стревенс је био извршни продуцент поред Чибнала, као и Сем Хојл. Мофат је током свог одласка са места главног сценаристе такође изјавио у фебруару 2017. да не планира да пише у редовном својству за једанаести серијал.
Серијал се састојао од 10 епизода, што је краће у односу на формате од 12 и 13 епизода који су чинили претходних десет серијала оживљене ере. Епизоде су трајале у просеку 50 минута, а премијерна је трајала 64 минута, а њу је BBC описао као „дугометражну”. Чибнал је на Сан Дијего Комик Кону 2018. изјавио да је свака епизода серије направљена да буде самостална прича без вишеструких делова.

### Писање
У јулу 2018. најављено је да ће сценаристичка екипа једанаестог серијала укључивати људе црначке и мањинске етничке припадности по први пут у историји програма, укључујући две жене и три мушкарца који ће учествовати као гостујући сценаристи док ће серијал као целина имати једнаку поделу између редитељки и редитеља. Све осим једног уредника једанаестог серијала биле су жене. Чибнал и Стревенс су изјавили да је приоритет имати разнолику продукцијску екипу.
Сценаристи и редитељи серијала су званично објављени у издању часописа Доктор Ху у августу 2018. године. Малори Блекмен, Ед Хајм, Пит Мектај, Винај Пател и Џои Вилкинсон су допринели сценаријима за серијал.
У јулу 2018, Чибнал је такође изјавио да у серијалу неће бити Далека. Следећег децембра, BBC је објавио да ће се Далеци вратити у новогодишњем специјалу.

### Промена дизајна
Нови лого је представљен на BBC Worldwide изложбеном простору 20. фебруара 2018. године. Овај лого је израдила уметничка агенција Little Hawk, која је такође креирала стилизовано обележје речи „Who” затворено у круг са цртом која се укршта. Визуелне ефекте радило је британска компанија DNEG. Нова уводна насловна секвенца није била укључена у премијерну епизоду „Жена која је пала на Земљу”, а уместо тога се први пут појавила у другој епизоди „Споменик духовима”.

### Снимање
Предпродукција за једанаести серијал почела је крајем октобра 2017. године. Снимање је званично почело 31. октобра 2017, а завршено је 3. августа 2018. године. Џејми Чајлдс је режирао прву и девету епизоду серијала у уводном продукцијском блоку, након што је режирао Витакерин уводни снимак у улози Тринаестог Доктора. Сали Апрахамијан је режирала трећи блок снимања који се састојао од две епизоде.
Једанаести серијал је први пут у историји серије снимљен помоћу анаморфних сочива Кук и Анжење, што је уметничка одлука која је донета како би серијал деловао филмски.
У новембру 2017. продукцијска екипа је посетила делове Шефилда где су снимили већину епизоде „Жена која је пала на Земљу”. У јануару 2018, глумци и екипа одлетели су у иностранство у Кејптаун у Јужној Африци где су снимили спољашње снимке за другу епизоду „Споменик духовима”. Ово је био први пут да је Доктор Ху сниман тамо. У истом продукцијском блоку, трећа епизода „Роза” такође је снимана у Јужној Африци. У фебруару 2018. продукцијска екипа се вратила у Шефилд где су снимили делове епизоде „Арахниди у Уједињеном Краљевству”. Спољашност имања Парк Хил у Шефилду била је истакнуто коришћена за потребе снимања. У марту 2018. продукцијска екипа је отпутовала у Госпорт где су снимили делове епизоде „Трагачи за вештицама”. Аустралијска редитељка Џенифер Перот посетила је Уједињено Краљевство како би снимила пету епизоду „Загонетка Цуранга”, заједно са седмом епизодом „Керблам!”. Шеста епизода „Демони Панџаба” снимљена је у покрајини Гранади у Шпанији.
Посебна новогодишња епизода „Резолуција” снимљена је 2018. уместо уобичајеног годишњег божићног специјала.

### Цурење
Извор који је био повезан са платформом друштвених медија Tapatalk објавио је неовлашћене сцене и снимке из серијала на бројне веб странице обожаваоца. Детаљи који су процурили откривени су 26. јуна 2018. године, што је изазвало мешовите реакције обожавалаца серије, посебно са спојлерима из будућих епизода серијала. Дана 2. јула, BBC је преко представништва америчке адвокатске фирме поднео документа савезном суду у Калифорнији и наложио судски позив. Затражио је од Савезног суда Сједињених Држава да примора Tapatalk да открије записе који би могли да идентификују извор цурења.

### Музика
Мареј Голд је у фебруару 2018. најавио да ће се повући са места композитора програма пошто је био музички директор од 2005. године, као и да неће компоновати музику за једанаести серијал. Дана 26. јуна 2018. продуцент Крис Чибнал је објавио да ће музичку партитуру за једанаести серијал обезбедити бивши члан Краљевског конзерваторијума у Бирмингему, Сегун Акинола. Песма „Glorious” Меклморa и Скајлар Греј коришћена је у бројним трејлерима за једанаести серијал.

## Издања

### Промоција
Дана 16. јула 2017, на веб страници Доктор Ху је објављен једноминутни снимак након мушког финала Вимблдона 2017. у којем је Џоди Витакер представљена као Тринаести Доктор. Први тизер за серијал објављен је 15. јула 2018. током финала Светског првенства у фудбалу 2018, скоро тачно годину дана након званичног саопштења. Витакерова, Гилова, Кол, Чибнал и Стревенс су промовисали серијал панелом на Сан Дијего Комик Кону 19. јула 2018, где је објављен први трејлер. Други трејлер за серијал објављен је 20. септембра исте године. Премијера новог серијала одржана је у Шефилду 24. септембра 2018. као део догађаја на црвеном тепиху за прву епизоду и једанаести серијал.

### Емитовање
Једанаести серијал је премијерно емитован од 7. октобра до 9. децембра 2018. године. Серијал се емитовао недељом; прелазак на недељу био је први у историји програма након што су се редовне епизоде читаве оживљене ере раније емитовале суботом. Међутим, померање са суботе није било прво у историји програма пошто су епизоде померене са емитовања суботом на недељне вечери током раздобља Петог и Седмог Доктора.
„Жена која је пала на Земљу” приказана је у бразилским биоскопима 7. октобра 2018, у руским, украјинским, белоруским, казахстанским и азербејџанским биоскопима 7. и 8. октобра, у одабраним аустралијским биоскопима 8. октобра и у Сједињеним Државама 10. и 11. октобра.

### СпецијалЗа децу у невољи
је 7. августа 2018. известио да су глумци и екипа серије снимили скеч за Децу у невољи 2018. године. Скеч је емитован током преноса За децу у невољи 16. новембра 2018. под називом Анино Доктор Ху изненађење. Деветогодишња Ана Марк која пати од цистичне фиброзе и њен брат Алекс посетили су ТАРДИС и Доктор Ху сет у Кардифу, где су упознали Гилову, Кола, Волша и Витакерову током њихове турнеје.

### Кућна издања
Једанаести серијал објављен је на домаћим медијима 14. јануара 2019. у Региону 2, а специјална епизода „Резолуција” из 2019. објављена је засебно 18. фебруара. „Резолуција” је такође била укључена у DVD комплет дванаестог серијала објављеног у мају 2020. године.

## Пријем

### Рејтинзи
Премијерну епизоду „Жена која је пала на Земљу” пратило је укупно 10,96 милиона гледалаца, што је чини најгледанијом премијерном епизодом Доктора Хуа у историји програма и епизодом са највећом консолидованом гледаношћу од „Времена Доктора” (2013). У децембру 2018. BBC је објавио детаље за десет најтраженијих епизода на iPlayer-у за месец октобар. „Жена која је пала на Земљу” заузела је друго место са 2,96 милиона захтева, док је премијерна епизода Убити Ив била на првом месту. У јануару 2019. године, BBC је објавио извештај о захтевима за BBC iPlayer у 2018. години; Доктор Ху је котиран као четврта најпопуларнија серија према објављеним подацима.

### Критички пријем
Једанаести серијал Доктора Хуа добио је позитивне рецензије критичара. Серијал има рејтинг одобравања од 90% на веб-сајту Rotten Tomatoes са просечном оценом 7,37/10, на основу 41 рецензије критичара. Консензус сајта гласи: „Ношена безграничном енергијом и шармом Џоди Витакер, најновија регенерација Доктора Хуа успева да се осећа свеже и током свог 55-годишњег мандата.” На Metacritic-у , серијал има пондерисану просечну оцену од 78 од 100 на основу десет рецензија, што указује на „уопштено повољне критике”.
Кејтлин Томас из TV Guide похвалила је „страст и ватру” Џоди Витакер, али је сматрала да је серијал изневерио сапутнике; „није много урадио на њиховом развоју” и „после четири епизоде, сви су још увек исти занемарљиви ликови какви су били на почетку”.